# Xiumin
Kim Min-seok (en hangul, 김민석; en hanja, 金珉錫; romanización revisada, Gim Minseok; McCune-Reischauer, Kim Minsŏk; Seúl, 26 de marzo de 1990), conocido como Xiumin es un cantante y actor surcoreano. Pertenece al grupo masculino Exo, así como de su subunidad Exo-CBX. Debutó como solista el 26 de septiembre de 2022 con el miniálbum Brand New.

## Biografía
Xiumin nació el 26 de marzo de 1990 en Seúl, Corea del Sur. Cursó estudios en la Universidad Católica Kwandong, donde participó en un seminario y ofreció una presentación a estudiantes de música aplicada. Además, se formó en artes marciales, y obtuvo un cinturón negro en kendo y taekwondo. También recibió entrenamiento en wushu y esgrima.
En abril de 2019, se anunció que Xiumin se alistaría para cumplir con el servicio militar obligatorio el 7 de mayo de ese año. Sirvió como soldado activo durante 18 meses y fue dado de baja el 6 de diciembre de 2020. Previamente, tomó su última licencia en noviembre y no regresó al ejército, conforme a la política militar vigente debido a la pandemia de COVID-19.

## Carrera

### 2008-19: Inicio de carrera y actividades en solitario
En 2008, Xiumin obtuvo el segundo lugar en el concurso Everysing organizado por SM Entertainment. Ese mismo año, con apenas 18 años, ingresó como aprendiz tras superar una audición para la empresa. En enero de 2012, fue presentado como el séptimo integrante de Exo. Tras los lanzamientos de los sencillos «History» y «What Is Love», el grupo realizó su debut oficial el 8 de abril con el miniálbum Mama. En noviembre de 2013, participó en el videoclip de la canción «Gone», interpretada por Jin —miembro de Lovelyz—, junto a la actriz Kim Yoo-jung. En enero de 2015, Xiumin participó en el musical School Oz, una producción de SM Entertainment, en el papel de Aquila. Compartió escenario con otros artistas de la agencia, como Changmin, Key, Luna, Suho y Seulgi. En octubre de 2015, Xiumin protagonizó el drama web Falling for Challenge junto a la actriz Kim So-eun. Su primer tema en solitario, «You Are The One», fue lanzado como parte de la banda sonora. Más adelante, la producción se convirtió en el drama web más visto en Corea del Sur durante ese año.
En febrero de 2016, Xiumin colaboró con Jimin del grupo AOA en el dueto «Call You Bae», además de participar en el videoclip de la canción. La canción fue bien recibida y ocupó los primeros puestos en numerosas listas musicales surcoreanas tras su lanzamiento. En julio de 2016,protagonizó su primera película, Seondal: The Man Who Sells the River. Unos meses más tarde, en agosto, colaboró con Chen y Baekhyun en el tema «For You», incluido en la banda sonora del drama Moon Lovers: Scarlet Heart Ryeo. En octubre del mismo año, SM Entertainment anunció el debut de Exo-CBX, la primera subunidad oficial de Exo, integrada por Xiumin, Chen y Baekhyun. La subunidad debutó el 31 de octubre con el lanzamiento del miniálbum Hey Mama!.
En marzo de 2017, se anunció que Xiumin, junto con Suho, sería narrador del documental Korea From Above, producido por Mountain TV. La emisión tuvo lugar el 3 de abril a través de Naver TV Cast. El 7 de junio, Xiumin presentó el sencillo «Young & Free» como parte del proyecto SM Station, en colaboración con Mark de NCT.
Antes de su alistamiento militar, Xiumin ofreció sus últimos conciertos con Exo-CBX en Japón, además de celebrar un encuentro en solitario con fanes, titulado Xiuweet Time, en el Jamsil Arena el 4 de mayo. Tras iniciar el servicio, presentó su sencillo en solitario, «You», el 9 de mayo, como parte de SM Station. En agosto de 2019, se anunció su participación en el musical militar Return: The Promise of That Day, junto a Onew de Shinee y Yoon Ji-sung. La obra se presentó del 22 de octubre al 1 de diciembre en el Salón de Arte Woori del Parque Olímpico de Seúl.

### 2022-presente: Debut como solista y disputa contractual
El 26 de septiembre de 2022, Xiumin lanzó su EP debut, Brand New, junto con su sencillo principal. Meses más tarde, el 5 de abril de 2023, se confirmó su colaboración con Eunha en el tema «Who?», publicado el 9 de abril. En junio del mismo año, se dio a conocer que Xiumin, junto con Chen y Baekhyun, había finalizado su contrato con SM Entertainment alegando pagos pendientes y condiciones contractuales injustas; no obstante, el 19 de junio se anunció que ambas partes habían resuelto sus diferencias, y los tres integrantes decidieron continuar vinculados a la agencia.
El 8 de enero de 2024, se unió a INB100 —el sello fundado por Baekhyun— para gestionar sus actividades individuales, mientras que las actividades grupales permanecen bajo SM Entertainment. Finalmente, el 10 de marzo, presentó su segundo EP, Interview X, junto al sencillo principal «Whee!», e inició su primera gira de conciertos en Asia, titulada X Times ( ), con presentaciones en seis ciudades entre marzo y mayo.

## Discografía

### EP
| Título                                                                                      | Detalles | Mejor posición | Mejor posición | Mejor posición | Ventas                     |
| Título                                                                                      | Detalles | COR            | JPN            | JPN Hot        | Ventas                     |
| ------------------------------------------------------------------------------------------- | --- | -------------- | -------------- | -------------- | -------------------------- |
| Brand New                                                                                   | - Lanzamiento: 26 de septiembre de 2022 - Discográfica: SM Entertainment, Dreamus - Formato(s): CD, descarga digital, streaming Ver listaLista de canciones 1. «Brand New» 2. «Feedback» 3. «How We Do» feat. Mark de NCT 4. «Love Letter» (민들레) 5. «Serenity» | 2              | 6              | 7              | - COR: 177 439 - JPN: 7389 |
| Interview X                                                                                 | - Lanzamiento: 10 de marzo de 2025 - Discográfica: INB100 - Formato(s): CD, descarga digital, streaming Ver listaLista de canciones 1. «Can't Help Myself» 2. «Whee!» 3. «Make You Lala» 4. «Switch Off» 5. «Lost Paradise» 6. «Love Is U»                        | 8              | —              | —              | - COR: 116 225             |
| «—» indica que el lanzamiento no se posicionó en esa lista o no se lanzó en ese territorio. | |                |                |                |                            |

### Canciones
| Título | Año                    | Mejores posiciones       | Mejores posiciones       | Mejores posiciones     | Ventas                 | Álbum                               |
| Título | Año                    | Bandera de Corea del Sur | Bandera de Corea del Sur | US World               | Ventas                 | Álbum                               |
| Título | Año                    | Gaon                     | Hot 100                  | US World               | Ventas                 | Álbum                               |
| Como artista principal | Como artista principal | Como artista principal   | Como artista principal   | Como artista principal | Como artista principal | Como artista principal              |
| --- | ---------------------- | ------------------------ | ------------------------ | ---------------------- | ---------------------- | ----------------------------------- |
| «Breakin' Machine» | 2014                   | —                        | —                        | —                      | N/A                    | Exology Chapter 1: The Lost Planet  |
| «Beyond» | 2019                   | —                        | —                        | —                      | N/A                    | Exo Planet 4 - The Elyxion (dot)    |
| «You» (이유) | 2019                   | 68                       | 65                       | —                      | N/A                    | Sin álbum                           |
| «Brand New» | 2022                   | —                        | —                        | —                      | N/A                    | Brand New                           |
| «Whee!» | 2025                   | —                        | —                        | —                      | Interview X            |                                     |
| Como artista invitado |                        |                          |                          |                        |                        |                                     |
| «Call You Bae» (Jimin feat. Xiumin) | 2016                   | 5                        | —                        | 5                      | - COR: 661 196         | Sin álbum                           |
| Colaboraciones |                        |                          |                          |                        |                        |                                     |
| «Young & Free» (con Mark) | 2017                   | 31                       | —                        | 6                      | - COR: 72 133          | Sin álbum                           |
| «Who?» (con Eunha) | 2023                   | —                        | —                        | —                      | N/A                    | Sin álbum                           |
| Bandas sonoras |                        |                          |                          |                        |                        |                                     |
| «You Are The One» | 2015                   | 62                       | —                        | —                      | - COR: 26 196          | Falling for Challenge OST           |
| «For You» (con Baekhyun & Chen) | 2016                   | 5                        | 9                        | —                      | - COR: 625,756         | Moon Lovers: Scarlet Heart Ryeo OST |
| «—» indica que el lanzamiento no se posicionó en esa lista o no se lanzó en ese territorio. K-pop Hot 100 comenzó en agosto de 2011, se descontinuó en julio de 2014 y se restableció en diciembre de 2017. |                        |                          |                          |                        |                        |                                     |

Notas1. 
2. 

## Filmografía

### Películas
| Título                               | Año  | Cadena           | Ref. |
| ------------------------------------ | ---- | ---------------- | ---- |
| Seondal: The Man Who Sells the River | 2016 | Papel de soporte |      |

### Dramas
| Título                | Año  | Cadena         | Papel      | Nota(s)                                | Ref.          |
| --------------------- | ---- | -------------- | ---------- | -------------------------------------- | ------------- |
| EXO Next Door         | 2015 | Naver TV Cast  | Xiumin     | Recurrente; papel ficticio de sí mismo |               |
| Falling For Challenge | 2015 | Naver TV Cast  | Na Do-jeon | Papel protagónico                      |               |
| El comedor de Heo     | 2025 | Wavve, Netflix | Heo Gyun   | Papel protagónico                      | [ 49 ] [ 50 ] |

### Documentales
| Título           | Año  | Cadena      | Nota(s)  | Ref. |
| ---------------- | ---- | ----------- | -------- | ---- |
| Korea From Above | 2017 | Mountain TV | Narrador |      |

### Programas de televisión
| Título                 | Año  | Cadena    | Nota(s)       | Ref. |
| ---------------------- | ---- | --------- | ------------- | ---- |
| Crime Scene 2          | 2015 | JTBC      | Episodios 5-7 |      |
| Travel without Manager | 2015 | Cookat TV | Episodios 1-8 |      |

## Teatro
| Título                          | Año  | Nota(s)      | Ref.                                  |
| ------------------------------- | ---- | ------------ | ------------------------------------- |
| School Oz                       | 2015 | Aquila       | Musical holográfico; papel de soporte |
| Return: The Promise of That Day | 2019 | Kim Seung-ho | Musical de la armada                  |

## Premios y nominaciones
| Premiación             | Año  | Categoría                                  | Obra                  | Resultado(s) | Ref. |
| ---------------------- | ---- | ------------------------------------------ | --------------------- | ------------ | ---- |
| 4th APAN Star Awards   | 2015 | Premio a mejor drama web en redes sociales | Falling for Challenge | Ganador      |      |
| Click! StarWars Awards | 2017 | Cantante más popular                       | Él mismo              | Ganador      |      |